# Dajabón (província)
Dajabón és una província del nord-oest de la República Dominicana. Està dividida en 5 municipis, sent la seva ciutat capital amb el mateix nom. Limita al nord amb la província de Monte Cristi; a l'est amb Santiago Rodríguez; al sud Elías Piña; i a l'oest amb el departament del Nord-Est d'Haití. Va ser dividida de Monte Cristi el 1938, sent anomenada Libertador fins al 1961. La província agafa el seu nom del nom Taíno de la regió, Dahaboon; també el nom del riu principal de la regió, el riu Dajabón.
Des del 20 de juny de 2006 la província està dividida en els següents municipis i districtes:
- Dajabón, districte municipal: Cañongo
- El Pino, districte municipal: Manuel Bueno
- Loma de Cabrera, districtes municipals:Capotillo, Santiago de la Cruz
- Partido
- Restauración

Taula dels municipis amb la seva població estimada de 2014:
| Municipi                | Població total | Població urbana | Població rural |
| ----------------------- | -------------- | --------------- | -------------- |
| Dajabón                 | 40.687         | 31.146          | 9.541          |
| El Pino                 | 7.212          | 1.689           | 5.523          |
| Loma de Cabrera         | 23.211         | 4.852           | 18.359         |
| Partido                 | 7.952          | 3.211           | 4.741          |
| Restauración            | 8.212          | 3.715           | 4.497          |
| Total província Dajabón | 87.274         | 44.613          | 42.661         |

La Cordillera Central es troba en la part sud de la província. La part del nord és plana, amb molta sabana; és part de la vall Yaque del Norte (o Línea Noroeste). Passa per la província el riu Dajabón, també conegut com a Masacre (de Massacre francesa). Aquest riu marca la frontera amb Haití des de la ciutat de Dajabón a la seva boca. Els altres rius són molt curts i són afluents del Dajabon o del riu Artibonite. El clima de la província és tropical, calent gairebé tot l'any i fresc en les muntanyes.